# Yinentulus paedocephalus
Yinentulus paedocephalus – gatunek pierwogonka z rzędu Acerentomata i rodziny Acerentomidae. Jedyny gatunek monotypowego rodzaju Yinentulus.

## Taksonomia
Gatunek i rodzaj zostały opisane w 1976 roku przez Sørena Ludviga Tuxena w 9 tomie Fauna of New Zealand. 

## Opis

### Opis rodzaju
Rodzaj ten obejmuje Acerentomidae o zredukowanej rowkowanej przepasce. Głaszczki wargowe zredukowane z 3 szczecinkami i pojedynczą sensilla. Druga i trzecia para odnóży odwłokowych z 2 szczecinkami: dłuższą przedwierzchołkową i krótszą boczno-wierzchołkową. Sensilla t1 na przednich stopach pałeczkowata, a b ulokowana dystalnie do c-d i silnie wydłużona.

### Opis gatunku
Długość wyciągniętego ciała 840 μm (0,84 mm). Długość przedniej stopy mierzonej bez pazurka 60 μm. Głaszczki szczękowe z pęczkiem i dwoma spiczastymi sensillae. Głaszczki wargowe zredukowane z 3 szczecinkami i kiełbaskokształtną sensilla. Przewód gruczołów szczękowych z sercowatym kielichem (calyx), dystalnym rozszerzeniem i proksymalną częścią poniżej połowy długości proksymalnej gałęzi fulcrum. Pseudooczka okrągłe. Głowa o wysuniętej części "czołowej" jak u małego dziecka różni się wyraźnie od typowej dla Acerentomidae smukłej głowy.
Na przednich stopach komplet sensillae. Pazurki drugiej i trzeciej pary łódkowate z długim empodium. Pierwsza para odnóży odwłokowych z pęcherzykiem końcowym i 4 szczecinkami, a druga i trzecia z 2 szczecinkami: długą przedwierzchołkową i krótką boczno-wierzchołkową. Grzebień VIII segmentu odwłoka z 5 wieloma bardzo małymi ząbkami. Łuska genitalna (squama genitalis) ze spiczastymi acrostyli.
|         | I                                | II, III                          | IV, V, VI                        | VII                              | VIII                             | IX, X              | XI                | telson            |
| ------- | -------------------------------- | -------------------------------- | -------------------------------- | -------------------------------- | -------------------------------- | ------------------ | ----------------- | ----------------- |
| terga:  | {\displaystyle {\tfrac {6}{10}}} | {\displaystyle {\tfrac {6}{14}}} | {\displaystyle {\tfrac {6}{14}}} | {\displaystyle {\tfrac {6}{16}}} | {\displaystyle {\tfrac {6}{15}}} | {\displaystyle 12} | {\displaystyle 4} | {\displaystyle 9} |
| sterna: | {\displaystyle {\tfrac {3}{4}}}  | {\displaystyle {\tfrac {3}{5}}}  | {\displaystyle {\tfrac {3}{8}}}  | {\displaystyle {\tfrac {3}{8}}}  | {\displaystyle 4}                | {\displaystyle 4}  | {\displaystyle 6} | {\displaystyle 6} |

## Występowanie
Gatunek i rodzaj endemiczne dla Nowej Zelandii.